# Филипп I де Лален
Филипп I де Лален (фр. Philippe I de Lalaing; ок. 1510 — 30 июня 1555), барон д'Экорне, 2-й граф ван Хогстратен, граф де Реннебург (фон Ренненберг) — военный и государственный деятель Габсбургских Нидерландов.

## Биография
Младший сын графа Шарля I де Лалена и Жаклин де Люксембург.
В 1525 унаследовал от отца баронию Экорне. 6 мая 1534 бездетный дядя Антуан I де Лален, граф ван Хогстратен, сделал его наследником графства и нескольких сеньорий, в том числе Борселена, Экерена и Зюйлена. В 1540 Филипп стал графом ван Хогстратен. Впоследствии жена Антуана Элизабет ван Кулемборг, подарила ему с женой купленную ею сеньорию Сомбресс (рельеф 29 июля 1553).
Еще в 1520 был назначен соправителем отца на посту бальи Ауденарде, наследовал должность губернатора в 1525, затем был губернатором герцогства Юлихского (1543), а с 1544 статхаудером и капитан-генералом герцогства Гельдерн и графства Зютфен.
Отличился на военной службе Карлу V и его наследнику. В 1543 получил командование ротой кавалерии из 200 всадников. В 1548, после реформирования ордонансовых отрядов, получил роту из 40 копий, 39 тяжеловооруженных всадников, с тремя лошадьми каждый, и 80 стрелков.
В период мира в Брюсселе каждая рота имела обыкновение упражняться в стрельбе по птице, и победитель провозглашался королём стрелков. Филипп де Лален выиграл это состязание в 1527.
В 1546 на капитуле в Утрехте принят в рыцари ордена Золотого руна.

## Семья

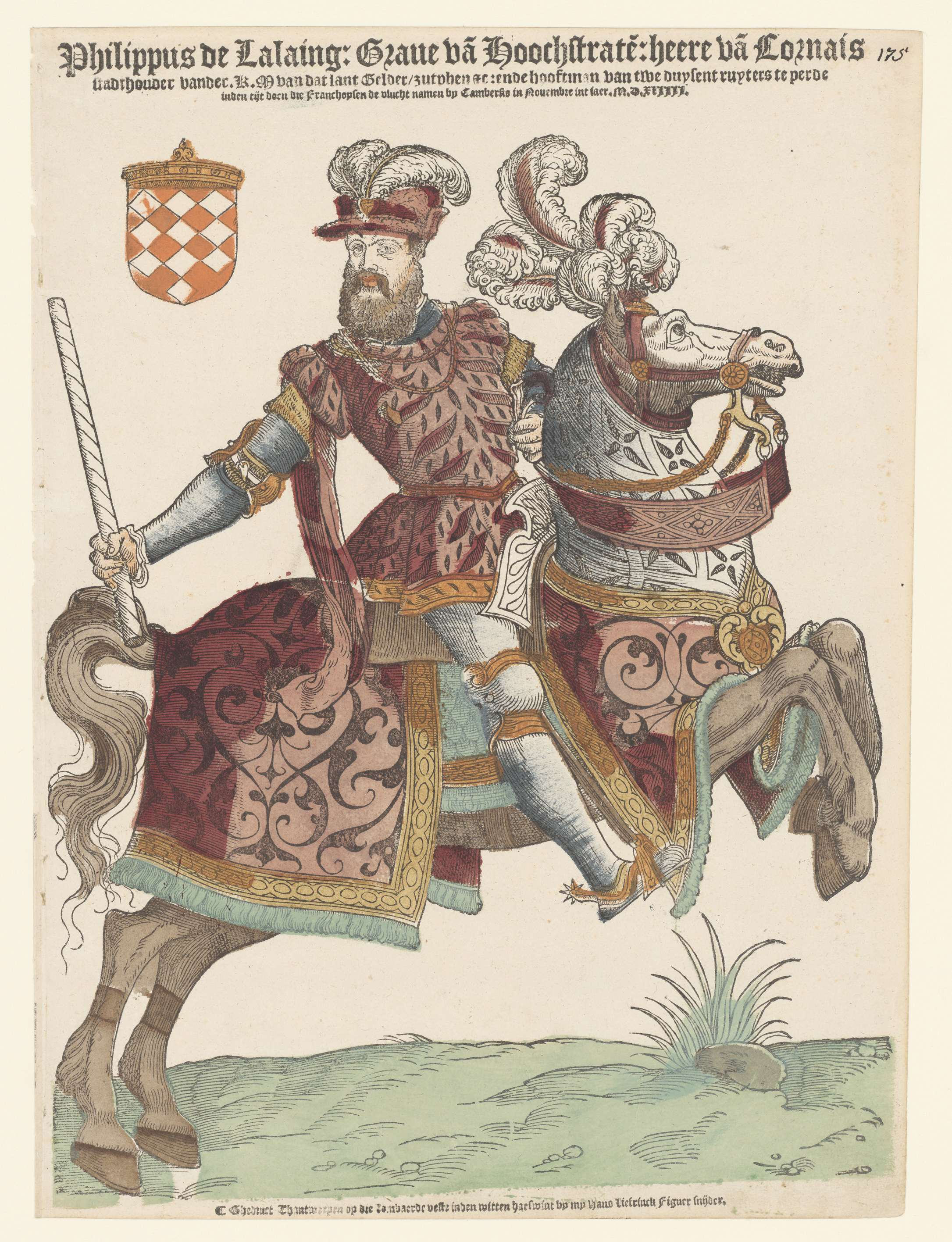
Ханс Лефринк. Филипп де Лален, граф Хогстратен. Государственный музей (Амстердам)

Жена: (28.01.1533): графиня Анна фон Ренненберг, дочь графа Вильгельма фон Ренненберга и Корнелии ван Кулемборг
Дети:
- Антуан II де Лален (ок. 1535—11.12.1568), граф ван Хогстратен. Жена (ок. 1560): Элеонора де Монморанси (ум. после 1585), дочь Жозефа де Монморанси, сеньора де Нивеля, и Анны ван Эгмонт
- Жорж де Лален (ум. 22 или 23.07.1581), граф де Реннебург
- Маргарита де Лален (ум. 1598), дама де Виль и Померё. Муж (27.03.1559): Филипп де Линь, граф де Фокемберг (ум. 1583)
- Барб де Лален. Муж: Максимилиан Остфрисландский, граф де Дюрбюи (1542—1600)
- Корнелия де Лален (ум. 15.11.1610). Муж (28.12.1576): Гийом де Амаль, барон де Монсо (1551—1582)
- Анна де Лален, монахиня в Торе
- Мария де Лален
- Жаклин де Лален, монахиня в Монсе
- Гийемина де Лален